# Ángel Arroyo
Ángel Arroyo Lanchas (El Barraco, 2 augustus 1956) is een Spaans voormalig wielrenner.

## Carrière
Arroyo werd vooral bekend door zijn tweede plaats in de Tour de France van 1983. Samen met zijn landgenoot Pedro Delgado liet hij zien dat Spanje ook klassementsrenners voortbracht. Dat jaar introduceerde hij ook een nieuwe manier van dalen in de Tour. Armen en borst op het stuur, kont uit het zadel, en neus bijna op de voorband. Met deze manier van dalen ging hij sneller dan de rest van het peloton.
Met Delgado ging het de jaren daarna steeds beter (Touroverwinning 1988), maar met Arroyo ging het bergafwaarts. Hij won nog wel een Touretappe in 1984 (6e plaats eindklassement).
In 1982 stond Arroyo na 17 etappes aan de leiding in de Vuelta, maar werd hij betrapt op het gebruik van methylfenidaat. Hij kreeg een tijdstraf van tien minuten en eindigde zo op een dertiende plaats in deze Vuelta.

## Belangrijkste overwinningen
1979
- Eindklassement Ronde van de Mijnvalleien

1980
- 5e etappe deel a Ronde van Duitsland
- Clásica a los Puertos de Guadarrama
- 1e etappe en eindklassement Ronde van Castilië en León

1981
- 18e etappe Ronde van Spanje
- 5e etappe en eindklassement Ronde van Asturië

1982
- 15e etappe deel b Ronde van Spanje
- Subida a Arrate
- 5e etappe Ronde van Andalusië

1983
- 15e etappe Ronde van Frankrijk

1984
- 19e etappe Ronde van Frankrijk
- 1e etappe Ronde van de Mijnvalleien
- 4e etappe Ronde van Aragon

1987
- 4e etappe Ronde van Aragon

## Resultaten in voornaamste wedstrijden
| Jaar | Ronde van Italië | Ronde van Frankrijk | Ronde van Spanje |
| ---- | ---------------- | ------------------- | ---------------- |
| 1979 |                  |                     | 19e              |
| 1980 | 28e              |                     | 17e              |
| 1981 | opgave           |                     | 6e (1)           |
| 1982 |                  |                     | 13e (1)          |
| 1983 |                  | ↑ (1)               | 31e              |
| 1984 |                  | 6e (1)              | 36e              |
| 1985 | opgave           | opgave              |                  |
| 1986 |                  |                     | opgave           |
| 1987 |                  | opgave              | 11e              |
| 1988 |                  | opgave              | opgave           |

| Jaar | Ronde van Lombardije | Parijs-Tours | Clásica San Sebastián |  | WK op de weg |  | Wereldranglijsten |
| ---- | -------------------- | ------------ | --------------------- |  | ------------ |  | ----------------- |
| 1979 |                      |              |                       |  |              |  |                   |
| 1980 |                      |              |                       |  |              |  |                   |
| 1981 |                      |              |                       |  |              |  |                   |
| 1982 |                      |              |                       |  |              |  |                   |
| 1983 |                      |              | 8e                    |  | 24e          |  | 17e (SPP)         |
| 1984 |                      |              |                       |  | 11e          |  |                   |
| 1985 |                      |              |                       |  |              |  |                   |
| 1986 | 18e                  | 68e          |                       |  |              |  |                   |
| 1987 |                      |              | ↑                     |  |              |  | 27e (SPP)         |
| 1988 |                      |              |                       |  |              |  |                   |